# Андерссон, Ларс
Ларс И́вар А́ндерссон (швед. Lars Ivar Andersson; 22 ноября 1948, Шерсунд) — шведский гребец-байдарочник, выступал за сборную Швеции в конце 1960-х — середине 1970-х годов. Участник трёх летних Олимпийских игр, двукратный чемпион мира, серебряный и бронзовый призёр чемпионатов Европы, победитель многих регат национального и международного значения.

## Биография
Ларс Андерссон родился 22 ноября 1948 года в местечке Шерсунд Даларнского лена. Активно заниматься греблей начал с раннего детства, проходил подготовку в коммуне Хуфорс, состоял в местном каноэ-клубе.
Первого серьёзного успеха на взрослом международном уровне добился в 1967 году, когда попал в основной состав шведской национальной сборной и побывал на чемпионате Европы в немецком Дуйсбурге, откуда привёз две награды серебряного достоинства, выигранные в зачёте двухместных байдарок на дистанциях 1000 и 10000 метров. Благодаря череде удачных выступлений удостоился права защищать честь страны на летних Олимпийских играх 1968 года в Мехико — стартовал здесь в двойках вместе с напарником Гуннаром Уттербергом, но в финале финишировал лишь пятым, немного не дотянув до призовых позиций.
В 1965 году Андерссон выступил на европейском первенстве в Москве, где стал бронзовым призёром в километровой дисциплине байдарок-одиночек. Год спустя на чемпионате мира в Копенгагене трижды поднимался на пьедестал почёта: получил серебро в одиночках на тысяче метрах, а также золото в двойках на пятистах метрах и серебро в двойках на тысяче метрах совместно с Рольфом Петерсоном. Ещё через год на аналогичных соревнованиях в Белграде вновь удостоился серебряной награды в километровой гонке одиночек и снова одержал победу среди двоек на пятистах метрах. Будучи одним из лидеров гребной команды Швеции, благополучно прошёл квалификацию на Олимпийские игры 1972 года в Мюнхене — на сей раз выступал в программе четырёхместных байдарок и занял в итоговом протоколе восьмое место.
После мюнхенской Олимпиады Ларс Андерссон остался в основном составе шведской национальной сборной и продолжил принимать участие в крупнейших международных регатах. Так, в 1976 году он прошёл отбор на Олимпийские игры 1976 года в Монреале — в двойках с однофамильцем Андерсом Андерссоном финишировал седьмым на пятистах метрах, тогда как на тысяче метрах сумел дойти только до стадии полуфиналов, где показал на финише четвёртый результат. Вскоре по окончании этих соревнований принял решение завершить карьеру профессионального спортсмена, уступив место в сборной молодым шведским гребцам.